# Züst (Familie)
Die Züst sind eine Arzt- und Politikerfamilie von Lutzenberg im Schweizer Kanton Appenzell Ausserrhoden.

## Geschichte
Ihr entstammt der Arzt Johannes Züst. Dieser amtierte von 1814 bis 1834 als Gemeindehauptmann von Lutzenberg. Dessen Sohn Johannes Züst arbeitete ab 1850 als Chirurg in Rheineck. Der Arzt Samuel Konrad Züst versah von 1894 bis 1896 das Amt des Regierungsrats des Kantons Appenzell Ausserrhoden.
Johann Robert Züst, Sohn des Johannes Züst, ging nach dem Maschineningenieurstudium am Eidgenössischen Polytechnikum im Jahr 1869 nach Italien. Er wurde nach der Heirat mit der Industriellentochter Elisabetha Güller Mitinhaber der Maschinenfabrik Güller und Croof, später Güller und Züst. Diese lag in Intra, heute Verbania, Piemont. Johann Roberts Sohn Johann Ernst Robert Züst initiierte im Jahr 1903 eine Automobilfabrik. Mit seinen Brüdern Arthur Züst, Bruno Züst, Otto August Züst und Silvio Züst war er Mitinhaber der im Jahr 1905 in Mailand und im Jahr 1906 in Brescia entstandenen Betriebe. Diese wurden im Jahr 1910 in der Firma Züst Fabbrica Automobili Brescia-Milano vereinigt. 1917 übernahm Officine Meccaniche diese. Der Stammbetrieb bestand weiter in Intra als Züst S.A.